# Diadelia ochreovittata
Diadelia ochreovittata är en skalbaggsart som beskrevs av Stefan von Breuning 1971. Diadelia ochreovittata ingår i släktet Diadelia och familjen långhorningar.
Artens utbredningsområde är Madagaskar. Inga underarter finns listade i Catalogue of Life.